# Julio Losada
Julio Daniel Losada (né le 16 juin 1950 en Uruguay) est un joueur de football international uruguayen qui évoluait au poste d'attaquant.

## Biographie

### Carrière en club
Julio Losada joue en faveur du Club Atlético Peñarol et du club grec de l'Olympiakos.
Avec le Club Atlético Peñarol, il atteint la finale de la Copa Libertadores en 1970, en étant battu par le club argentin de l'Estudiantes de La Plata.
Avec l'équipe de l'Olympiakos, il joue 146 matchs en première division grecque, inscrivant 30 buts. Il réalise sa meilleure performance lors de la saison 1973-1974, où il inscrit 10 buts. Il remporte avec cette équipe quatre championnats de Grèce, et deux Coupes de Grèce.

### Carrière en équipe nationale
Avec l'équipe d'Uruguay, il figure dans le groupe des sélectionnés lors de la Coupe du monde de 1970. Lors du mondial organisé au Mexique, il joue deux matchs : contre Israël et la Suède.

## Palmarès
| Peñarol - Championnat d'Uruguay : - Vice-champion : 1969, 1971, 1972. - Copa Libertadores : - Finaliste : 1970. - Supercoupe intercontinentale (1) : - Vainqueur : 1969. |  | Olympiakos - Championnat de Grèce (4) : - Champion : 1972-73, 1973-74, 1974-75 et 1979-80. - Vice-champion : 1976-77 et 1978-79. - Coupe de Grèce (2) : - Vainqueur : 1972-73 et 1974-75. - Finaliste : 1973-74 et 1975-76. |